# 가르드 에코세즈

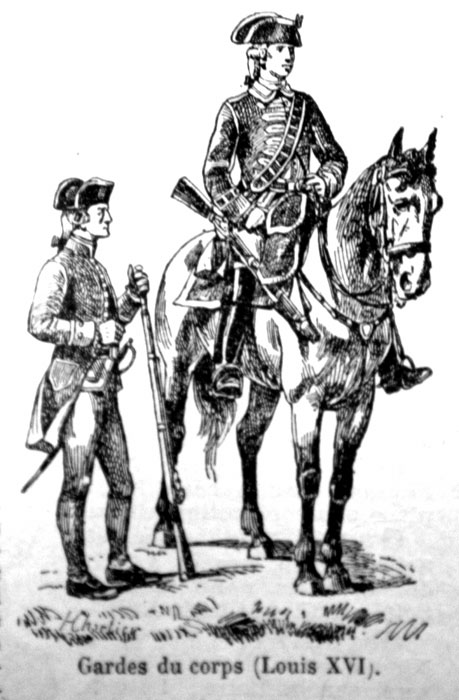
루이 16세의 근위병

스코트인 근위대(프랑스어: Garde Écossaise 가르드 에코세즈[ɡaʁd ekɔsɛz][*])는 1418년 발루아 가문의 샤를 7세가 프랑스 군주의 개인 호위 부대로서 창설한 스코트인 정예 부대이다. 이들은 왕실부 (Masion du Roi)에 흡수되었다가 이후 첫 가르드 뒤 콥 뒤 루아 (왕실 근위대)의 부대를 형성하였다.
1450년, 제임스 2세는 그의 관리인의 아들 패트릭 드 스펜스 (Patrick de Spens)가 지휘하는 스코틀랜드 귀족 24명으로 이뤄진 부대를 파견하였다. 이 부대는 아르시에 뒤 콥 (archiers du corps) 또는 가르드 드 라 망슈 (gardes de la manche)라는 이름을 가졌다. 1490년 8월 31일 이 부대 중 일부인 패트리 폴카트 (Patry Folcart), 토머스 할리데이 (Thomas Haliday), 로빈 페티로크 (Robin Petitloch)가 이끄는 부대의 일부가 기욤 스튀에르 (Guillaume Stuier, Stuart)가 지휘하는 아르시에 드 라 가르드 뒤 루아 (archiers de la garde du roi)의 첫 부대가 되었다. 아르시에 드 라 가르드 뒤 루아가 창설될 때 100개의 가르드 뒤 콥 (gardes du corps, 25명의 호위 부대와  75개의 총사대)이 포함되었다. 각 호위 부대는 4명의 보병 (기사의 종자, 궁수, 쇠뇌병, 종복)으로 이뤄져 있고, 그중 프르미에 옴 다름 뒤 루아욤 드 프랑스 (premier homme d'armes du royaume de France) 라는 이름을 가진 이가 지휘하였다. 스코트인 근위대는 샤를 10세의 퇴위로 1830년에 해체되었다.

## 역사

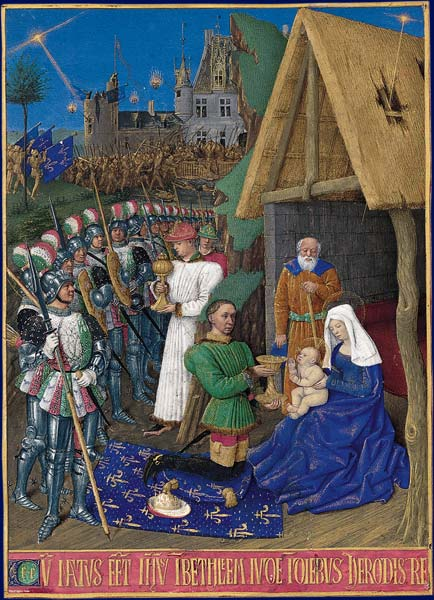
동방 박사로 묘사된 샤를 7세와 그의 주변을 둘러싼 스코트인 근위대 (왼쪽)

### 개요
스코트인 전사들은 샤를마뉴와 그 이후에는 882년 단순한 샤를의 군대에서 싸웠다고 믿어졌다. 그러나 1295년 이후 올드 동맹이라고 알려진 협정의 문서가 스코틀랜드 또는 스코트인 병사가 프랑스에서 있었다는 유일한 문서이다. 백년 전쟁이 발발하고 나서부터, 필리프 4세를 위해 싸우는 스코트인 부대들이 공식적으로 존재했다. 푸아티에 전투에서 제1대 더글러스 백작 및 장차 제3대 더글러스 백작이 장 2세를 위해 싸웠지만, 프랑스의 왕과 함께 많은 스코트인 기사와 같이 제3대 더글러스 백작이 포로로 잡혔다. 1360년대에 베르트랑 뒤 게클랭의 부대에서 스코트인이 발견되기도 하였다. 15세기 초 프랑스는 샤를 6세의 광기로 인해 아르마냐크파- 부르고뉴파 사이 정치 갈등에 놓여있었다. 헨리 5세는 이 기회를 포착하고 용맹공 장과 동맹을 맺어 침략을 하였다. 도팽은 정말속에 동맹을 구했고, 스코트인들과 카스티야인들과 동맹을 맺었다.

### 라 그랑드 아르메 에코세즈
1418년 올버니 공작 로버트 스튜어트는 그의 아들이자 스코틀랜드의 시종관 제2대 버컨 백작 존 스튜어트를 중세 시대 스코틀랜드가 해외로 파견한 최대 병력의 지휘관으로 임명하였다. 7000-8000명의 병력이 1419년 10월 라로셸에 도착했고 도팽과 투르에서 만나기 위해 서둘렀다. 장차 샤를 7세인 도팽이 처음으로 행한 것은 스코틀랜드 귀족들을 환대한 것이였다. 버컨 백작은 샤티용쉬르앵드르를, 위그턴 백작은 뒹르루아를, 단리의 존 스튜어트 경은 콩크레소와 오비니를, 토머스 세턴 (Thomas Seton)은 랑제성을 수여받았다. 스코틀랜드군 지휘관들은 추가적인 병력 모집을 위해 스코틀랜드에 돌아가기로 하였다. 스코틀랜드 지휘관들은 4000-5000명의 지원 병력과 함께 1420년에 돌아왔다. 한편 도팽과 있던 다른 지휘관들은 스코트인 파견 병력 중 대략 용감한 100명 정도를 그의 호위병으로 삼는것을 동의했다. 스코트인들은 프랑스와 함께 대승을 거둔 1421년 보제 전투에서 뛰어난 모습을 보였으며, 이 전투에서 클레런스 백작이 버컨 백작의 메이스에 맞아 떨어졌다고 전해진다. 스코트인들은 6,000명의 병력을 잃은 1424년의 베르누이 전투에서 재앙을 맞닥드리기도 하였다. 대다수의 충성스러운 스코트인 병력을 잃으며 상실감을 느꼈음에도 샤를 7세는 생존자들에 대한 노고를 치하했다. 스코틀랜드군은 1429년 헤링스 전투에서 더 많은 피해를 입었다. 프랑스내 스코틀랜드군들은 자유 용병대들 (프랑스의 골칫거리)로 분열되거나 프랑스 육군의 콩파니 도르도낭스로 편입되기도 하였다.

### 왕실 호위대

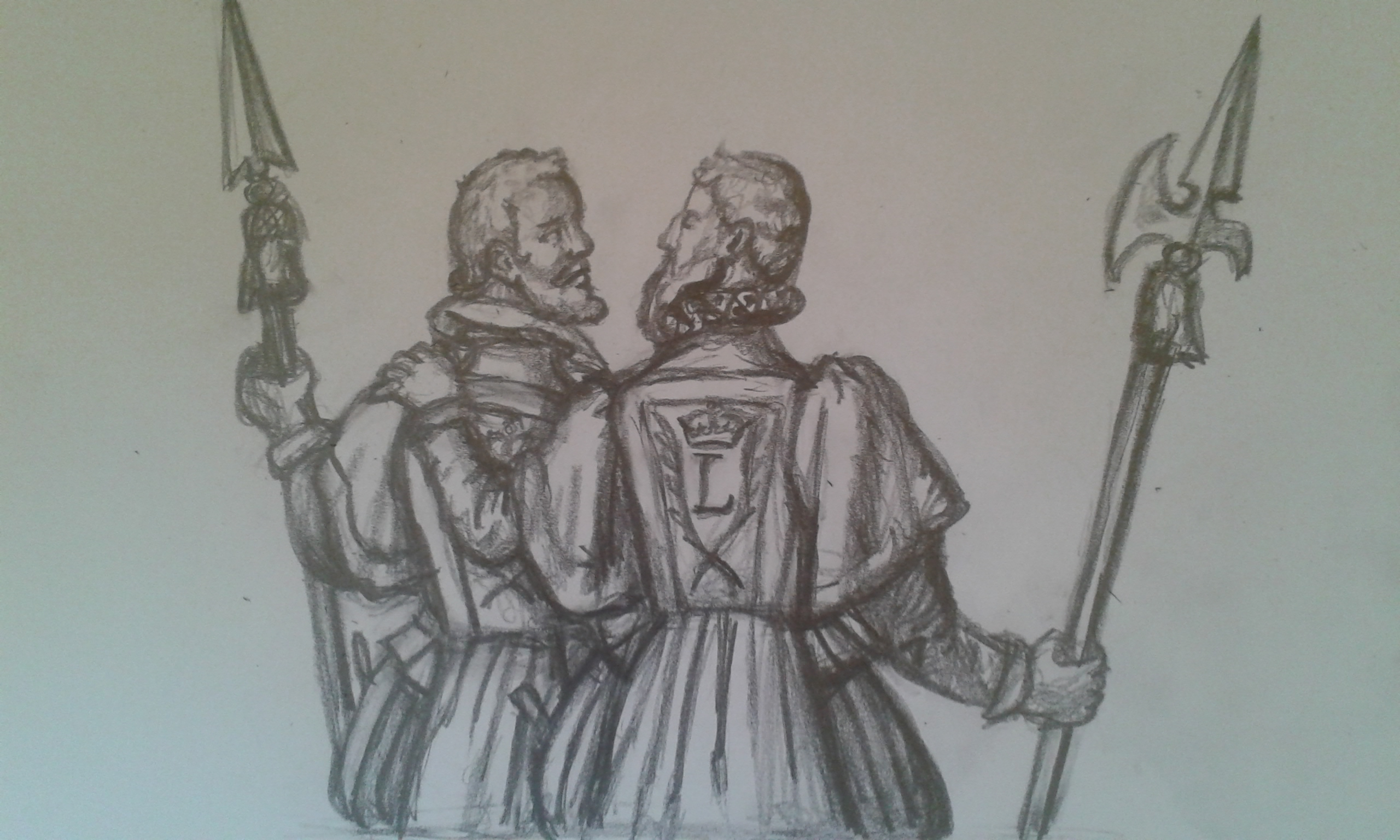
루이 13세 시기의 스코트인 근위대. 샤를 8세와 루이 14세 통치 시기 사이에 입었던 군복.

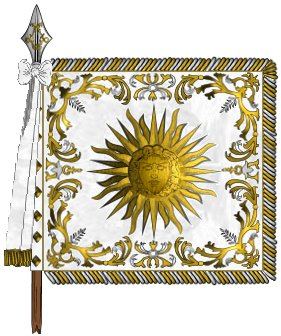
프랑스 왕실 근위대 제1 중대 “스코트인 부대”의 군기

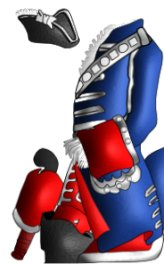
1757년 스코트인 근위대의 군복

프랑스 왕들은 스코트인 근위대를 유지하였다. 스코트인 근위대들은 몽트로 다리에서의 용맹공 장 살인 당시 프랑스 왕을 보호했을 것이며, 1442년 가스코뉴의 화재에서도 구출시켜주었다. 스코트인 근위대는 1465년 몽레리 전투에서 루이 11세를 방어하는데 실패하였다.

### 이후 역사
가르드 드 에코세즈는 가르드 뒤 콥 (근위대)의 선임 부대 또는 스코트인 부대로서 부르봉 왕가가 끝날때까지 지속되었다. 4개의 스코트인 근위대가 있었고 이 부대 중 하나가 프랑스 왕이 가는 곳 어디든 동행했으며, 왕이 잠을 자는 동안에는 보초를 섰고 심지어는 주방에서 왕의 책상까지 음식을 에스코트하기도 했다.
프랑수아 1세 통치 시기, 스코트인 근위대는 파비아 전투에서 패배 후 생플롱 고개에서 눈보라를 맞닥드렸다. 그들 중 일부가 소문에 따르면 그곳에 정착했고 그들의 후손들은 “잃어버린 씨족”으로 알려지게 되었다.
16세기부터 스코트인 근위대의 보충 병력들은 주로 프랑스인들이였고 스코트인의 비율은 점차 줄어들었다. 스코틀랜드어에서 유래한 지휘의 특정 단어가 그대로 유지되었다. 1632년에 엔지 백작은 프랑스의 스코트인 연대를 재건을 시작했다. 일부 부대들이 자주 통합 되면서 정확히 어떤 부대가 스코트인 근위대라는 칭호를 가졌는지에 대한 혼란이 있었으며, 이러한 부대에는 존 헵번 경, 제1대 어빈 백작 제임스 캠벨 (이후 로버트 모레이 경), 제임스 더글러스 경이 이끄는 부대였다. 스코트인들이 기록된 일부 사료들에서 비록 더글러스 부대 (Regiment de Douglas)라 언급하지만 간단하게 스코트인 근위대라는 명칭으로 썼다.
루이 15세 시기 스코트인 근위대는 21명의 장교와 330명의 병사들로 이뤄졌고, 마지막 활동된 것은 1747년 7월 1일 라우펠트 전투에서 루이를 호위한 것이였다. 이 전투와 다른 전투에서 스코트인 근위대는 다른 프랑스의 중기병들이 들고 다니는 검 대신에 강철 가드가 달린 클레이모어를 휴대했다. 그들은 은색 끈이 달린 탄띠를 차고 다님으로서 다른 근위대들과 자신들을 구별하였다.

### 해산
스코트인 근위대의 4개 부대 모두는 비록 1789년 10월에  베르사유 행진이 이뤄진 후 귀족 인사들은 흩어졌지만, 1791년에 공식적으로 해산됐다. 1814년 5월 25일 법령에 따라 제1차 부르봉 왕정복고가 이뤄지던 시기에 재설립되었다. 1830년에 최종적으로 해산될때까지 스코트인 근위대의 선임 부대는 “스코트인의 자부심(프랑스어: les fiers Ecossais 레 피에르 에코세[*])”이라는 칭호를 유지했다.

### 대표적 근위대원

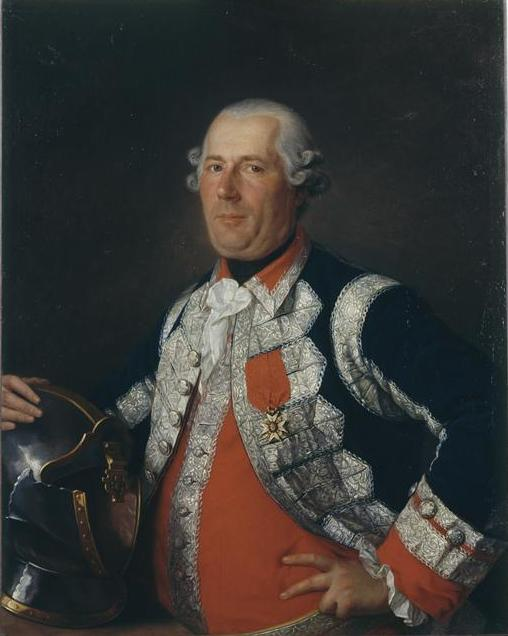
스코트인 근위대 장교 무슈 베르지에 (18세기)

- 오비니, 콘크레솔 영주, 단리 백작 장 스튜어트 - 1429년  오를레앙에서 전사
- Robert or Robin PetitLoch, sénéchal des Lannes (1419–1461)
- Christin Chamber knight (1425–1447)
- 패트리스 폴카트(Patris Folcart, 1449년–1461년)
- 패트릭 니븐 (Patrick Neiven) - '1429년  오를레앙에서 전사
- 토머스 핼리데이 (Thomas Haliday, 1449년–1461년)
- 보헤이플, 에스티뇰 (Estignols)의 영주 및 왕의 마사관  패트릭 드 스펜스 (Patrick de Spens, 1450년–1485년)
- Guillaume Stuyers, Lord of Maulleon,écuyer des écuries du roi  (1461–1464)
- Thomas Stuyers (1465–1472)
- 셰르보, 빌뇌브의 영주 로버트 코닝엄 (Robert Coningham, 1475년–1478년).
- 샤르트르의 베일리프, 왕의 마사관 장 드 코닝앙 (Jean de Coningham, 1479년–1492년)
- 왕의 마사관, 생미셸 기사단의 기사, 오비니 영주 베로 스트워트 (1492년–1508년)
- Godebert (Cordebert Chandeber(t)) Carre (Carr), lord of St Quentin and Perrigny, brother in law of B. Stuart, captain of Amboise (he sold this charge to Pierre de Rohan, Marechal de Gie in 1497) and participated in the wars in Italy (captain of la Rocca of Milan)
- 오비니 영주 로버트 스튜어트 - 1515년 프랑스의 원수 미. 왕의 기사단의 기사 (1470년–1543년)
- 로르주 영주이자 왕의 시종 및 조언자 자크 드 몽고메리 (Jacques de Motgommery, 1543년–1556년)
- 로르주 영주, 몽고메리 백작 가브리엘 (1530–1574) - 마상 경기중에 앙리 2세에게 치명적인 부상을 입힘.
- 로르주 영주, 왕의 기사단의 기사 자크 드 몽고메리 (1555년–1561년)
- 존 헵번 경
- 로버트 머리 경
- 근위대 대장 및 재정 관리자 샤를 드 라 비외빌
- Antoine de l'Hoyer, a Knight of the Order of St John and a Knight of the Order of St Louis, also a notable guitarist and composer (1768–1852)

## 같이 보기
- 컬로든 전투
- 와일드 기스 편대
- 갈로글라
- 용병
- 스위스 근위대 (프랑스)
- 왈롱 부대 (스페인)